# 카톡쇼
《카톡쇼》는 대한민국의 채널A의 프로그램이다. 국내 최초의 ‘토종 자동차 버라이어티 토크쇼’이며, 자동차 마니아뿐만 아니라 일반 시청자도 보기 쉽게 만들어 복잡하고 어려운 자동차 지식을 쉽게 풀어내려설명하는 프로그램이다.

## 방송 시간
- 2013년 2월 23일 ~ 2016년 11월 25일 : 매주 목요일 밤 12시 20분